# Polyscytalina grisea
Polyscytalina grisea är en svampart som beskrevs av G. Arnaud 1954. Polyscytalina grisea ingår i släktet Polyscytalina, divisionen sporsäcksvampar och riket svampar.   Inga underarter finns listade i Catalogue of Life.